# Laguna Larga (Córdoba)
Laguna Larga es una localidad argentina situada en la pedanía Impira del departamento Río Segundo, en la Provincia de Córdoba, a 55 km de Córdoba capital. 
Está a la vera de la RN 9, a 4 km de la autopista Córdoba-Rosario y a 12 km de la RP 10, que conecta con la RN 158 del Mercosur.
Su planta urbana tiene 150 ha en damero con una calle de servicio que divide en dos manzanas menores, con 225 manzanas.
La ruta nacional 9, paralela a las vías del NCA, divide a la localidad en norte y sur. Son dos sectores estructurados urbanísticamente. El norte tiene más actividad económica, mientras que el sur es básicamente residencial.
En esta ciudad nació el futbolista Paulo Dybala.

## Geografía
Laguna Larga está al oeste del departamento Río Segundo, en la provincia de Córdoba.
Limita al norte con Costa Sacate, al este con Impira, al oeste con Lagunilla (Córdoba) y Pilar (Córdoba), y al sur con Manfredi. 

### Población
Cuenta con 7903 habitantes (Indec, 2022), lo que representa un incremento del 6,1% frente a los 7437 habitantes (Indec, 2010) del censo anterior.
| Gráfica de evolución demográfica de Laguna Larga entre 1991 y 2022 |
|                                                                    |
| Fuente: Censos nacionales del Indec                                |

### Características del paisaje
Se encuentra en la región del "Dominio de las Llanuras Orientales" de muy baja pendiente (2 a 3 por mil) de este a estenordeste, con altitudes de 360 (oeste) a 160 (este) m s. n. m. Son limos loésicos, fluviales y lacustres, con el borde occidental de arenas fluviales de terrazas y conos de deyección del piedemonte.

### Limitaciones de uso
Deficiencia hídrica, relieves planos anegables del piedemonte y salinidad, alcalinidad y anegamientos en la depresión oriental. 

### Sismicidad
La sismicidad de la región de Córdoba es frecuente y de intensidad baja, y un silencio sísmico de terremotos medios a graves cada 30 años en áreas aleatorias.

### Flora
Corresponde al "dominio espinal" conservándose montes de algarrobo blanco y algarrobo negro, con mistol e itín, chañares, talas, tuscas, pejes

### Agricultura y ganadería
- Áreas agrícolas, 80 %: soja, trigo, maíz, maní y otros granos en menor proporción.
- Áreas inundables, cojín de vegetación natural compuesta por juncos, saetas, alvales y espartillares; que se la utiliza como área de pastoreo para el ganado.

### Subsuelo
Formación Pampeana
- De 0 a 70 m, limos pardos grisáceos, meteorizados y diagenéticos, con depósitos de Fe y Mn.
- De 70 a 90 m, limos pardos rojizos y amarillos, libres de carbonato de calcio pero con concreciones calcáreas.

Formación Puelche
- De 90 a 125 m, arenas pardas amarillentas y grisáceas
- De 125 a 170m, limos y arcillas verdes grisáceos, con intercalación de arenas.

Formación Paraná
- De 170 a 220 m, arcillas oscuras azul grisáceas y verde grisáceas, con capas de arenas y de arenas finas.
- De 220 m a más, arcillas verdosas oscuras y pardo oscuras.

### Clima
La región se ubica dentro del clima templado continental semiseco con tendencia subhúmedo con 50 a 100 mm de déficit hídrico anual. Tiene verano cálido e invierno frío, no riguroso. Hay predominio de vientos del nordeste. En invierno son más frecuentes los vientos del sur. La velocidad media del viento es de 12 km/h
- Temperatura media anual de 18 °C, máxima media anual 26 °C, la mínima media anual 10 °C.
- Lluvias: en la isohieta de 700 a 800 mm (se producen en verano y principios de otoño)
- Período libre de heladas: de octubre hasta la 1.ª quincena de mayo.

[cita requerida]

### Hidrografía
Está en la "Cuenca endorreica de Mar Chiquita" sobre la vertiente septentrional de divisorias de agua de las cuencas de Mar Chiquita y del sistema del río Carcarañá. La poca pendiente, la escasa percolación del agua favorecen el encharcamiento y la presencia de lagunas, y cañadas.

## Historia
Se funda en 1869, pero hay referencias de antes. Un hecho célebre fue la batalla entre unitarios y federales el 25 de febrero de 1830, cuando fuerzas del General José María Paz y de Juan Facundo Quiroga se enfrentan en las cercanías de la laguna Cachicoya, sobre territorio de la actual localidad de Laguna Larga, pese a ello es más conocida desde el siglo XX como batalla de Oncativo.
A finales del siglo XIX, se gestionan la parroquia, escuela y cementerio.
- 1910, Laguna Larga tiene 1.650 hab. Se destaca que en las primeras décadas del siglo XX los movimientos migratorios de europeos llegan a Laguna Larga.
- 1920, es Municipio, con elecciones municipales, Luis Corsi es el primer intendente municipal.
- 1958, colegio secundario
- 1960, la localidad alcanza un número de 3.627 hab.
- 1993, el pueblo se conecta al servicio de gas natural.

## Infraestructura y servicios

### Agua potable
El servicio de agua potable lo provee la Cooperativa Eléctrica de Laguna larga Limitada. La fuente es de napa freática. Dispone de un tanque de almacenaje y dos bombas.

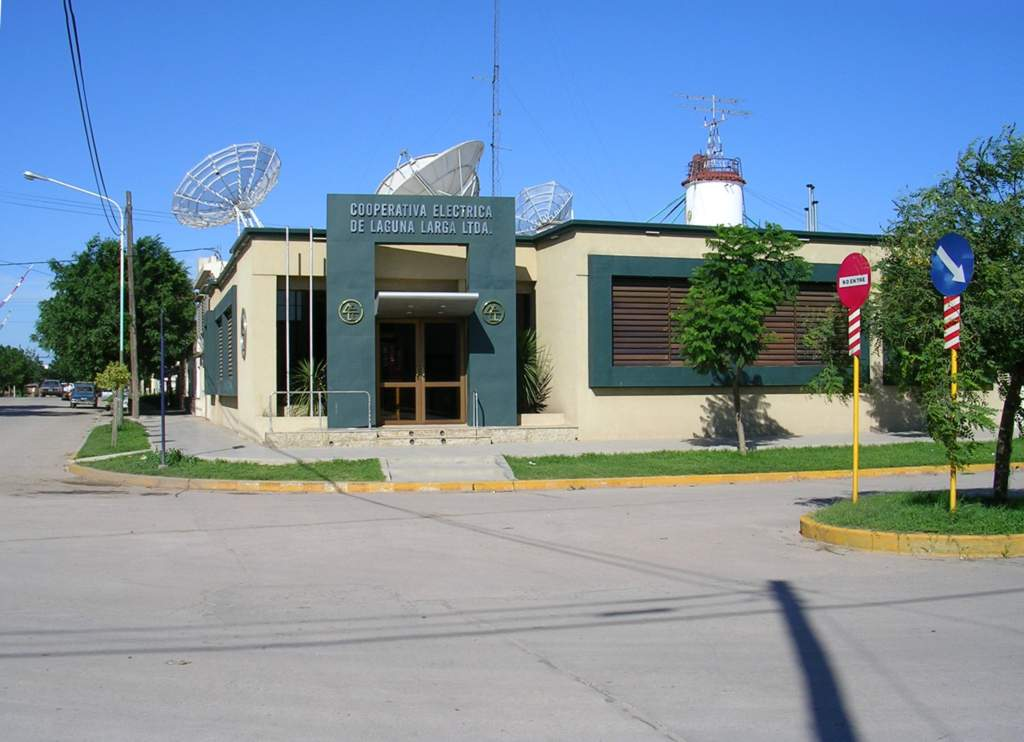
Cooperativa Eléctrica de Laguna Larga Ltda.

### Electricidad
El servicio de electricidad urbana y rural lo brinda la Cooperativa Eléctrica de Laguna Larga Limitada a través del Servicio interconectado provincial (SIP) de EPEC (Empresa Provincial de Energía de Córdoba).

### Gas Natural
El servicio de gas natural por redes es prestado por la Cooperativa Eléctrica de Laguna Larga Limitada. Que actúa como sub-distribuidora. El gas es proveniente de la red de gasoductos dependiente de las empresas distribuidoras y transportadoras.

### Alumbrado, Barrido y Limpieza
Dichos servicios son prestados directamente por la Municipalidad.

### Internet
La Cooperativa Eléctrica de Laguna Larga Limitada y dos empresas privadas de Laguna Larga y otra de Pilar brindan el Servicio de Internet Inalámbrico.
Telecom Argentina brinda el servicio de Internet Banda Ancha, vía ADSL.

### Cloacas
Está presentado ante DIPAS el proyecto de cloacas para Laguna Larga.
En el primer semestre del año 2010, se comenzó con la ejecución de la primera etapa de dicho proyecto. Financiado por el ENHOSA.

### Radiodifusión
Laguna Larga tiene cinco emisoras de radio y un canal de Televisión.
FM Laguna Larga 104, F.M. Clara 105.3, FM Mediterránea 95.3 MHz. Radio Cyclos 89.7 y Canal Centro.

### Transporte
- El movimiento de pasajeros entre Córdoba Capital y Laguna Larga es con servicio de autobuses regulares, brindado por tres empresas privadas; Malvinas Argentinas, Coata-Córdoba y Buses LEP.
- Servicio aéreo a 50 km, Aeropuerto de Córdoba.
- Transporte ferroviario hacia Córdoba Capital y Villa María por medio del Servicio Regional operado por Operadora Ferroviaria - SOFSE.

## Turismo
Laguna Larga tiene distintos festejos y actividades. 

### Rally provincial
En los meses de agosto o septiembre se realiza la edición del "Rally de Laguna Larga". Dicha edición compone el calendario del Campeonato provincial. Esta competencia se lleva a cabo por los rápidos y llanos caminos de la zona rural de Laguna Larga. La competencia fue reeditaba en el año 2014 por el grupo Amigos del Rally de Laguna Larga

### AgroCórdoba - ExpoCórdoba
Evento trascendente que anualmente invita a todo el país a llegarse a la localidad, la "Muestra Agropecuaria AgroCórdoba". 

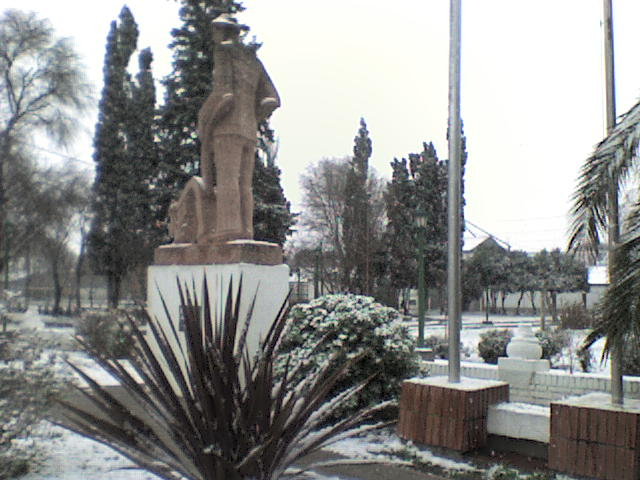
Monumento al agricultor, obra de Miguel Pablo Borgarello, con la curiosidad de la nieve caída el 09/07/2007.

. La última edición fue en el año 2010.

### Fiesta Patronal
Los primeros domingos de octubre se realiza la Fiesta Patronal de Nuestra Señora la Virgen del Rosario.

### Aniversario de la Fundación
Los 30 de noviembre, se festeja la Fundación de Laguna Larga. Durante el mes de noviembre se realizan eventos enmarcados en el programa de actividades para festejar un nuevo aniversario.

### Fiesta Zonal del Trigo
En enero se revive la tradicional "Fiesta del Trigo en Laguna Larga", organizada por el Club Sportivo Laguna Larga, eligiéndose a la Reina Zonal que representa a la región en la "Fiesta Nacional del Trigo" en la ciudad de Leones.

### Carnavales
En el año 1967, por iniciativa del Sr. Néstor Paulucci, nace la primera comisión de Carnaval, que organizara el primer carnaval a principios de 1968.
Inicialmente, los corsos de Laguna Larga, poseían incidencia provincial y nacional, llegándose a denominar la localidad como capital provincia del carnaval. Desde entonces, y hasta los años '80, se presentará de manera destacable la comparsa Isunu, de la localidad de Ituzaingo. Además de esta, por los carnavales de Laguna Larga, transitaron muchas más comparsas, de las cuales podemos destacar a la comparsa Marumba, de Entre Ríos; Porasi, también de Entre Ríos; Marumba, Loc. Santa Elena; Ferrumba, Santa Fe; Fantescal, Corrientes; Jovyvera, Corrientes; Los Indios, pcia de Córdoba; Pozo del Molle, pcia de Córdoba; Saturnino María Lapisur, Córdoba; Río Tercero, provincia de Córdoba; Pilar, pcia de Córdoba y la tradicional comparsa local denominada Yasi Porá. 
Desde 1969, hasta la actualidad, se añade a la celebración, la reina del carnaval: Graciela Vottero, ocupará el primer trono. 
En el año 1984, con la presidencia del Sr. Roberto Boldú, se consiguió batir un récord en asistencia, con 7 mil personas. La recaudación de una de las noches, posteriormente, se le entregó al Gobernador de la Pcia, para que sea usada con fines benéficos.
Hasta el año 1980 fue organizado en forma exclusiva por el club. Pero en el año 1985 el periodista Denis Negro incursiona en la gestión comercial del carnaval. 
Con el paso del tiempo, los grandes carnavales de Laguna Larga, cobran gran trascendencia, emisoras como LV2 transmitieron en directo y grandes figuras artísticas pasaron por las calles de Laguna Larga, en fechas de carnaval. Todo esto, llevó a que el Superior Gobierno de la provincia de Córdoba conjuntamente con el Consejo de Educación y Cultura, el 22 de febrero de 1985, por decreto n.º 701 fue declarado de interés provincial.
En 2008, llegando a la edición 40.º de los Carnavales Provinciales de Laguna Larga.

### Otros eventos
- En septiembre se realiza todos los años el Across the Road Motorfest en el playón polideportivo municipal, con una afluencia de más de 10 000 personas durante todo el día
- En septiembre se realiza el rally provincial cordobés
- Año a año se realiza el Desafío Cachicoya, carrera de regularidad de autos antiguos, clásicos y sport que recorre las rutas de la región. Es organizada por Across the Road A.M.A
- En noviembre se realizaba el "Encuentro Provincial de Motoqueros" en la Laguna Cachicoya
- En enero el Festival Nocturno de Doma y Folclore, en el predio de la Laguna Cachicoya
- En todo el verano se realizan festivales de rock y folclore en la plaza de la Música

## Museo Cachicoya (ex Museo Polifacético Regional Vottero)

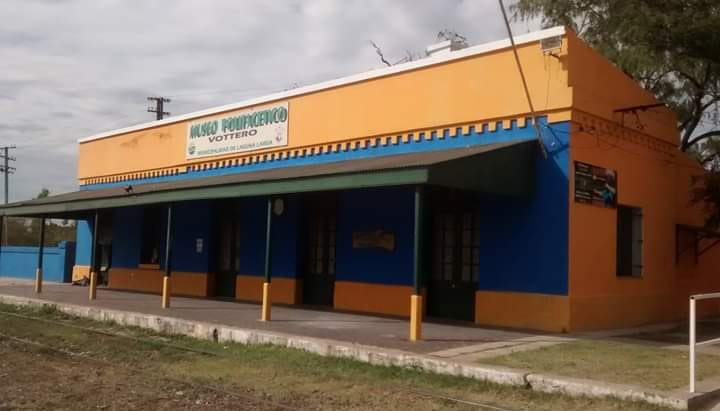
Edificio renovado en 2019

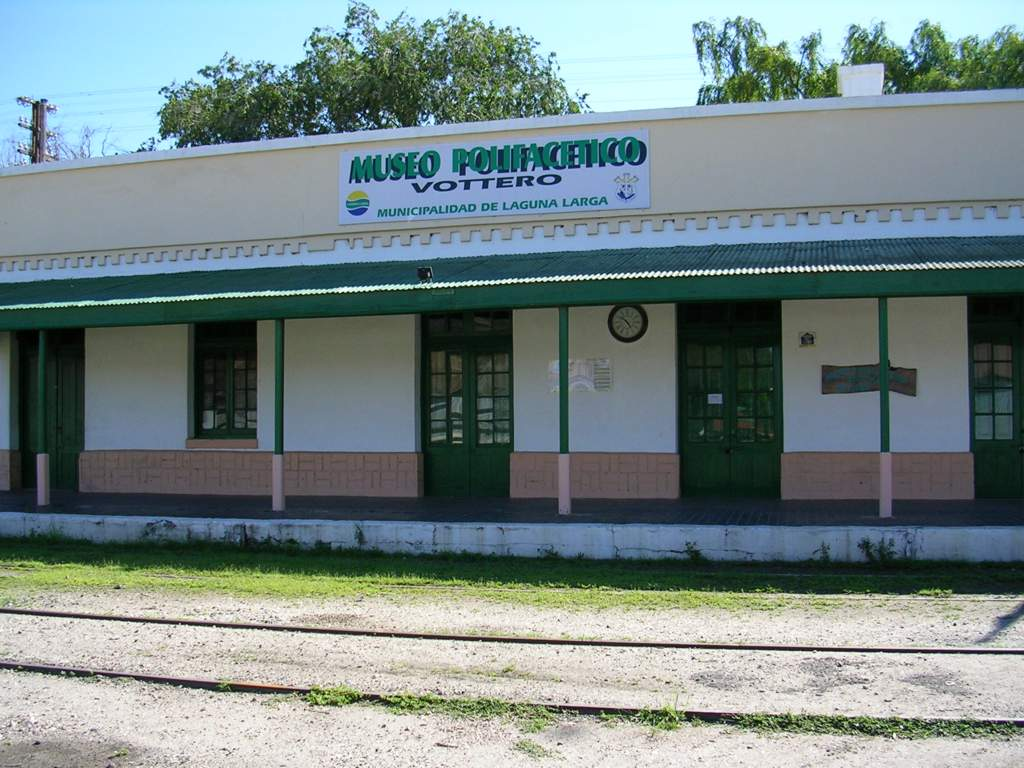
Museo Polifacético Vottero.

Corría el año 1986, cuando Emanuel Vottero con 5 años encuentra a las orillas del Dique los Molinos un cráneo de un ave. A partir de aquel momento, empezó a coleccionar objetos simples: piedra, huesos y algunos objetos antiguos. Su primera pieza histórica fue una cámara fotográfica del año 1908 regalada por uno de sus abuelos. El tiempo pasó y su familia se dio cuenta de que su hobby iba en serio. Lo comenzaron a apoyar y esa colección de objetos sin valor comenzó a incorporar objetos de valor histórico. Años más tarde, el 19 de noviembre de 1995, y con la presencia de gran cantidad de público y autoridades de la Secretaría de Patrimonio de la provincia, se inaugura el “Museo Polifacético Regional Vottero”. Contaba con 2 pisos y 10 secciones temáticas.
Con el tiempo el Museo fue creciendo y comenzó a ocupar más lugar. Gracias a gestiones se logró trasladar a la estación del ferrocarril y se re-inauguró oficialmente en noviembre de 2004. Las visitas escolares y de la ciudadanía en general eran habituales. Siempre se mantuvo la modalidad de visitas gratuitas y libres, tendientes a llegar a toda la comunidad, incluso los más pequeños.
Cada pieza cuenta una historia y la mayoría de ellas están íntimamente relacionadas con la vida y la presencia de personalidades locales, instituciones y hechos que marcaron nuestro rumbo.
En el año 2014 el Museo, debido a un problema edilicio muy grave ocasionado por la rotura de un caño de agua en el patio, se agrietó y se dañó su estructura severamente. En aquel momento se debieron cerrar sus puertas para acondicionar el lugar, posterior a esto sufrió cuatro hechos vandálicos en los cuales rompieron aberturas y extrajeron piezas que allí estaban.
A principios de 2019 se decide armar una comisión, para trabajar de manera mancomunada y colaborativa con el objetivo de reabrirlo y, a la vez, realizar actividades culturales en diferentes épocas del año. La Comisión de Trabajo es un grupo formado con voluntarios de las más variadas profesiones y especializaciones, personas con vocación y dedicación que brindan su tiempo para resguardar el patrimonio lagunense. Ellos son: Alicia Ahumada, Dalila Mercado, Emanuel Vottero, Estela Gazzera, Federico Ulla, Inés Priotti, Joaquín Ribodino, Jorge Calcagni, Mabel Falcinelli, Marcelo Guardatti, Marcia Salvucci, María Edith Carmagnola, María Isabel Avalle, Oscar Pascuali, Patricia Dalmasso, Sandra Fraresso y Sonia Raimondetto.
El 30 de noviembre de 2019 se produce la gran reinauguración del renovado Museo Cachicoya, un evento diagramado como lugar central de los 150 años de Laguna Larga. Además de la inauguración del Museo, se desarrolló una muestra de autos y motos antiguas, tertulia literaria, puestos de artesanos y la actuación de dos bandas de Rock: Forasteros y Jalfawer.
Actualmente sigue trabajando, organizando eventos culturales, talleres, y esta vez, con las puertas del museo abiertas, con entrada libre y gratuita, para que cualquier persona pueda disfrutar de un recorrido por la historia y el patrimonio local y regional.

## Comercio e industria
- Agro industrias metal-mecánicas: fabrican maquinaria y equipos para el campo. Tolvas, embolsadoras, extractores, tolvas, rollos, rastras, niveladoras de arrastre, tanques de combustibles, acoplados, sembradoras, extractores neumáticos, cargadores de cereal, extractores de silo bolsa, moledoras de rollo, rastrillo laterales, mixer, desmalezadoras, chimangos, inoculadores, etc.
- Fábricas de maquinarias y equipos para la construcción: fabrican mezcladoras, hormigones, carretillas, andamios, etc.
- Fábricas de estructuras metálicas: construyen naves industriales, tinglados, galpones, celdas para granos, construcciones en general, etc.
- Fábricas de aberturas para la construcción: en general cada una se especializa en un material: madera, chapa y aluminio.
- Molino harinero: produce harina para el rubro mayorista, desde 2004.
- Acopios de cereales actualmente solo uno sigue en funcionamiento en el ejido urbano.
- Fábrica de calzados e insumos.
- Fábrica de agroquímicos: dedicada a la formulación, fabricación y comercialización de agroproductos: fertilizantes, coadyuvantes, inoculantes, fungicidas, herbicidas e insecticidas.

## Deportes
- Club Sportivo Laguna Larga: Fútbol, balonmano, voleibol, bochas, natación, karate, gimnasia rítmica, patín, hockey y tenis.
- Club Atlético y Biblioteca Newell's Old Boys: Fútbol, básquet, bochas, tenis, natación y patín .
- Centro Artístico Musical: Bochas, patín y Conservatorio de Música Héctor Panizza.
- Club Caza, Pesca y Náutica “Flecha de Plata”: Caza, tiro al disco, otros. (Sin actividad regular al año 2020).
- Playón Polideportivo Municipal: Básquet, voleibol de playa, pista de atletismo, implementos para ejercicio físico.

## Personalidades destacadas
- Paulo Dybala, jugador de fútbol profesional.
- Thiago Prieto Acosta, jugador de futsal profesional.